# Campionato africano maschile di pallavolo 2005
Il XV campionato africano maschile di pallavolo si è svolto dal 22 al 29 settembre 2005 a Il Cairo, in Egitto. Al torneo hanno partecipato 10 squadre nazionali africane e la vittoria finale è andata per la terza volta all'Egitto.

## Squadre partecipanti
- Botswana
- Camerun
- Egitto
- Marocco
- Nigeria
- RD del Congo
- Ruanda
- Sudafrica
- Sudan
- Tunisia

## Gironi
| Girone A                                  | Girone B                                  |
| ----------------------------------------- | ----------------------------------------- |
| Botswana Camerun Egitto Nigeria Sudafrica | Marocco RD del Congo Ruanda Sudan Tunisia |

## Fase finale

### Finali 1º e 3º posto
|  | 1º posto - 4º posto | 1º posto - 4º posto | 1º posto - 4º posto |         |        | 1º/2º posto | 1º/2º posto | 1º/2º posto |  |
|  |                     |                     |                     |         |        |             |             |             |  |
|  | Egitto              | Egitto              | 3                   |         |        |             |             |             |  |
|  | Egitto              | Egitto              | 3                   |         |        |             |             |             |  |
|  | Marocco             | Marocco             | 0                   |         |        |             |             |             |  |
|  | Marocco             | Marocco             | 0                   |         | Egitto | Egitto      | 3           |             |  |
|  |                     |                     |                     |         | Egitto | Egitto      | 3           |             |  |
|  |                     |                     | Tunisia             | Tunisia | 1      |             |             |             |  |
|  | Tunisia             | Tunisia             | Tunisia             | Tunisia | 1      | 3           |             |             |  |
|  | Tunisia             | Tunisia             |                     |         |        | 3           |             |             |  |
|  | Camerun             | Camerun             | 2                   |         |        | 3º/4º posto | 3º/4º posto | 3º/4º posto |  |
|  | Camerun             | Camerun             | 2                   |         |        |             |             |             |  |
|  |                     |                     |                     |         |        |             |             |             |  |
|  |                     |                     |                     |         |        | Marocco     | Marocco     | 0           |  |
|  |                     |                     |                     |         |        | Marocco     | Marocco     | 0           |  |
|  |                     |                     |                     |         |        | Camerun     | Camerun     | 3           |  |

## Podio

### Campione
Formazione: 1 Hamdy Awad, 2 Ahmed Abdalla, 3 Ayman Shwkry, 4 Ahmed Abdelnaeim, 5 Ossama Bekheit, 6 Wael Al Aydy, 7 Maged Moustafa, 8 Saleh Youssef, 9 Mohamed El Mahdy, 10 Mahmoud Elkomy, 12 Mohamed Elsayed Elnafrawy, 13 Mohamed Badawy, 16 Elnasr Mohamed Sief, 18 Hossam Shaarawy, CT: Veselin Vukovic

### Secondo posto
Formazione: 1 Anour Taourghi, 3 Mohamed Trabelsi, 4 Walid Ben Abbes, 5 Samir Sellami, 7 Chaker Ghezal, 9 Khaled Belaid, 10 Bilel Ben Hassine, 11 Marouan Fehri, 13 Noureddine Hfaiedh, 15 Ghazi Guidara, 16 Hichem Kaabi, 18 Hosni Karamosly, CT: Antonio Giacobbe

### Terzo posto
Formazione: 2 Ruffin Ebagne, 3 Alain Fossi, 4 Elysee Ossosso, 5 Alain Denguessi, 6 Jean Merlin Nziemi, 7 Timothee Mballa, 8 Mbouleo Yves Ndaki, 9 El Hadj Abbas, 11 Sombang Tonessa, 12 Willam Waso, 14 Simeon Noah, 16 Marcel Bebine, CT: Reniofblaise Mayam

## Classifica finale
| Classifica | Squadre      | Qualificazione           |
| ---------- | ------------ | ------------------------ |
|            | Egitto       | Grand Champions Cup 2005 |
|            | Tunisia      |                          |
|            | Camerun      |                          |
| 4          | Ruanda       |                          |
| 5          | Nigeria      |                          |
| 6          | RD del Congo |                          |
| 7          | Marocco      |                          |
| 8          | Sudafrica    |                          |
| 9          | Botswana     |                          |
| 10         | Sudan        |                          |

## Premi individuali
- MVP: Jean-Merlin Nziémi
- Miglior realizzatore: Jean-Merlin Nziémi
- Miglior schiacciatore: Jean-Merlin Nziémi
- Miglior muro: El Hadj Abbas
- Miglior servizio: Abdalla Abdelsalam
- Miglior difesa: Anouar Taourghi
- Miglior palleggiatore: Abdalla Abdelsalam
- Miglior ricevitore: Wael Al Aydy